# برادران وارنر انیمیشن
برادران وارنر انیمیشن (به انگلیسی: Warner Bros. Animation) شرکت تابعه برادران وارنر است که سال ۱۹۸۰ توسط هال گییر تأسیس شد.این شرکت یکی از شرکت های زیر مجموعه شرکت وارنر مدیا می باشد.

## فیلم شناسی
- هرج‌ومرج فضایی
- غول آهنی
- فیلم لگو
- لک‌لک‌ها (فیلم)
- فیلم لگو بتمن
- فیلم لگو نینجاگو